# Ruta de Massachusetts 114A
La Ruta de Massachusetts 114A, y abreviada MA 114A (en inglés: Massachusetts Route 114A) es una pequeña sección de una carretera estatal estadounidense ubicada en el estado de Massachusetts. La carretera inicia en el Sur desde la  Ruta 114A     en East Providence, Rhode Island hacia el Norte en la  Ruta 114A     en East Providence, Rhode Island. La carretera tiene una longitud de 4,8 km (3 mi). La ruta es el segmento de la  Ruta 114A  en Rhode Island que pasa por Massachusetts, siendo la única ruta del estado que es compartida con otro estado.

## Mantenimiento
Al igual que las autopistas interestatales, y las rutas federales y el resto de carreteras estatales, la Ruta de Massachusetts 114A es administrada y mantenida por el Departamento de Transporte de Massachusetts por sus siglas en inglés massDOT.

## Cruces
La Ruta de Massachusetts 114A es atravesada principalmente por la  I 95     en Seekonk.